# Móstoles
Móstoles és un municipi d'Espanya que es troba al sud de la comunitat autònoma de Madrid. N'és el segon municipi en nombre d'habitants, després de la capital, amb 204.535 habitants; i el tercer, darrere de Madrid i Valladolid de la zona central d'Espanya (Comunitat de Madrid, Castella-la Manxa, Castella i Lleó, Extremadura i La Rioja). Recentment ha adoptat la Llei de Grans Ciutats.
La ciutat se situa a 18 km al sud-oest del centre de Madrid, en la part sud de l'àrea metropolitana d'aquesta ciutat. Geogràficament es troba en la zona central de la península Ibèrica i de la Meseta Central, en la vall del riu Guadarrama, que pertany a la conca del Tajo.
La seva proximitat a la capital d'Espanya n'ha acusat un desenvolupament demogràfic durant les últimes dècades. Móstoles ha passat, en quaranta anys, de ser un nucli rural de gairebé 4.000 habitants a mitjans dels anys 60 a una ciutat dormitori de més de 200.000 habitants.